# Рогіз (геральдика)
Рогіз — рослина, яка рідко використовується в гербах, негеральдична фігура в геральдиці.

## Використання
Рогіз або плавні зображені з однією-трьома рослинами, прямостоячими і з більш-менш довгими, вузькими, трохи виступаючими листками, кінчики яких злегка загорнуті або зігнуті. В середині стебла розташовується суцвіття циліндричної форми (рогоз) і часто відрізняється від листя забарвленням. У кольоровому відтворенні можливі всі геральдичні тинктури.
Як рогіз він є основою для промовистого герба муніципалітету Рор (Аргау) у Швейцарії. Рогіз також був у старому гербі як промовистий герб для топоніму Реде, що означає рогіз або стріха. Натхненням для розмовного герба став також район Лемкюлена Ретвіш, що означає «вологий луг, зарослий рогозом».

Фрошгаузен
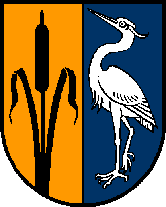
Гайгермос
Кольбермор (промовитий герб)
Лемкулен
Майнталь
Ольхінг
Рор (Ааргау)
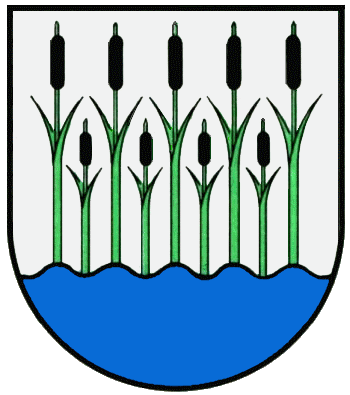
Рорбах у Шварцвальді
Шахтебіх
Шеммергофен
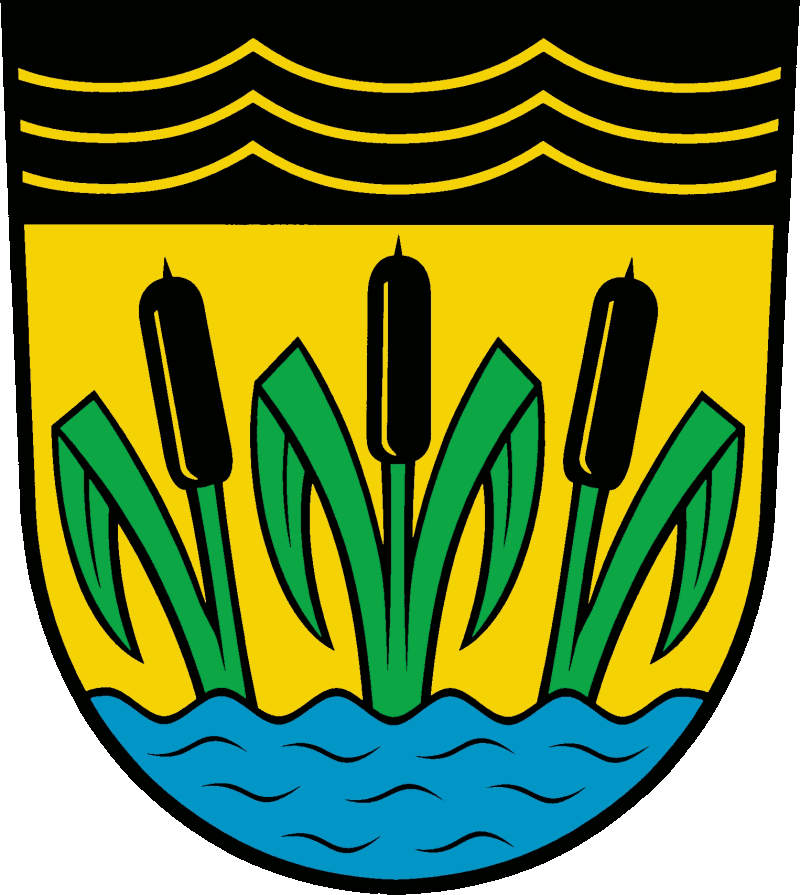
Тайхланд
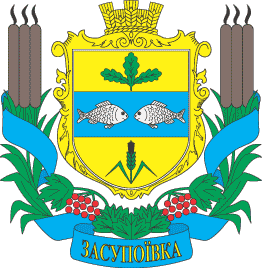
Засупоївка
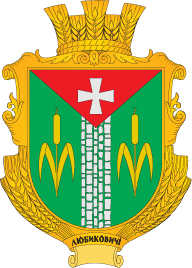
Любиковичі
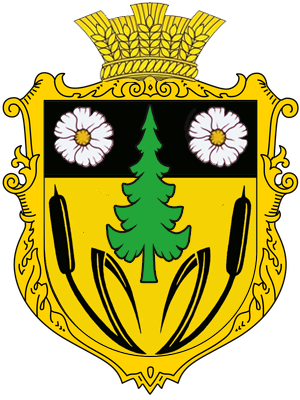
Заболотне (Шосткинський район)
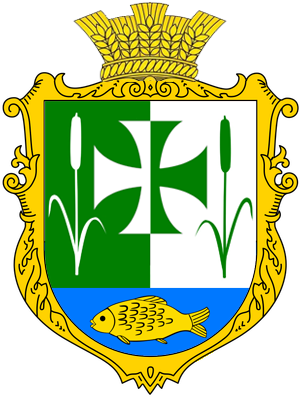
Заболотове

В українській топоніміці часто помилково рогіз називають очеретом (тростиною) і зображають в гербах населених пунктів що мають назву Тростянець (ці герби часто вважаються промовистими, що є помилковим).

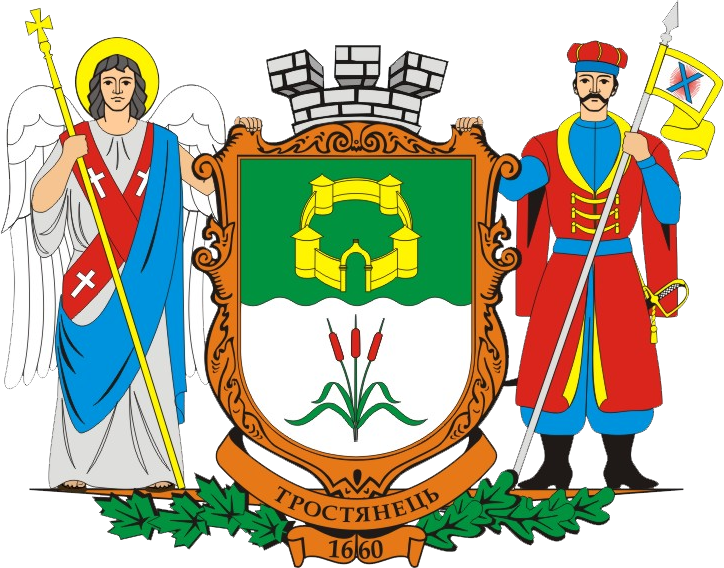
Тростянець (Охтирський район)
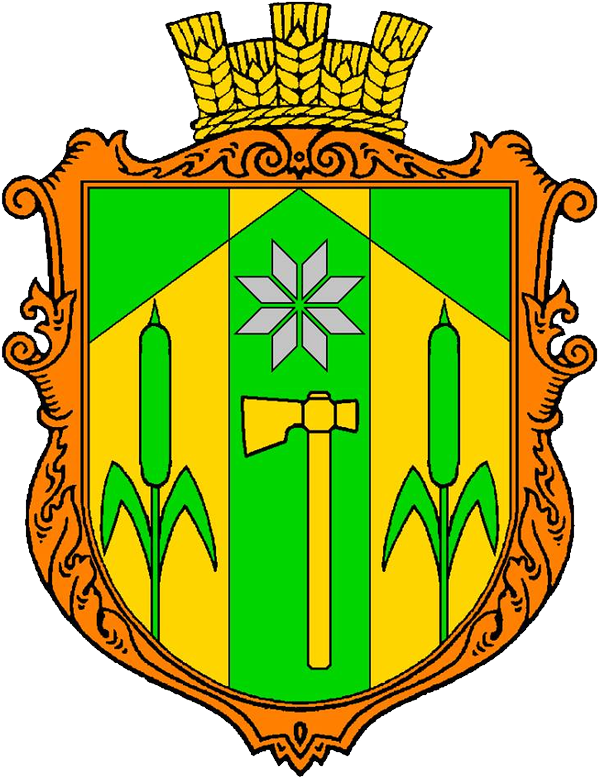
Тростянець (Стрийський район)
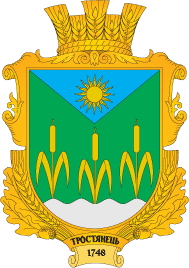
Тростянець (Хмельницький район)
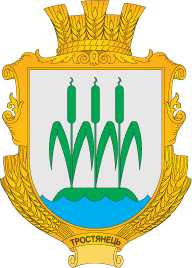
Тростянець (Шепетівський район)
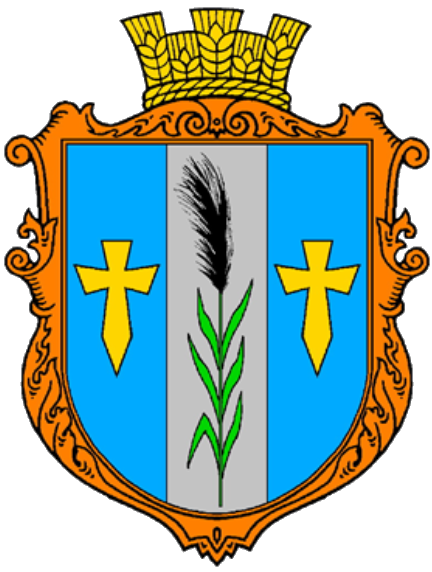
Тростянець (Шепетівський район) - саме на цьому гербі зображено очерет (тростину)